# فرانتس کنویچنی
فرانتس کنویچنی (آلمانی: Franz Konwitschny؛ ۱۴ اوت ۱۹۰۱ – ۲۸ ژوئیهٔ ۱۹۶۲) یک موسیقی‌دان، نوازندهٔ ویولا، رهبر ارکستر و آموزشگر موسیقی اهل آلمان بود.
او کارش را با نواختن ویولا در «ارکستر گفاندهاوس لایپزیک» به رهبری ویلهلم فورت‌ونگلر آغاز کرد و در سال ۱۹۲۷ میلادی رهبر ارکستر «اپرای اشتوتگارت» شد. بعدها و از سال ۱۹۴۹ تا پایان عمر، فرانتس کنویچنی رهبر ارکستر اصلیِ «ارکستر گواندهاوس لایپزیک» بود. وی در سال ۱۹۲۳ به عضویت حزب ناسیونال سوسیالیست کارگران آلمان درآمده بود.
او همچنین از سال ۱۹۵۳ تا ۱۹۵۵ میلادی رهبر ارکستر اصلیِ «درسدن اِشتاتسکاپله» و از سال ۱۹۵۵ به بعد، رهبر ارکستر «اپرای ایالتی برلین» بود.
پسر او پیتر کنویچنی نیز یک مدیر و کارگردان اپرا و موسیقی است.